# Jorge Luis Aguilar Miranda
Jorge Luis Aguilar Miranda (Paraguarí, Paraguay; 4 de febrero de 1993) es un futbolista paraguayo que juega como defensa en Estudiantes de Mérida de la Primera División de Venezuela.

## Estadísticas

### Clubes
Actualizado al último partido jugado el 20 de marzo de 2021.
| General Caballero S. C. Paraguay  | 1.ª                 | 2016                | 18 | 0 | - | - | - | - | 18  | 0 | 0.00 |
| General Caballero S. C. Paraguay  | Total               | Total               | 18 | 0 | 0 | 0 | 0 | 0 | 18  | 0 | 0.00 |
| C. D. Santaní Paraguay            | 1.ª                 | 2018                | 8  | 1 | - | - | - | - | 8   | 1 | 0.13 |
| C. D. Santaní Paraguay            | 1.ª                 | 2019                | 34 | 2 | - | - | 4 | 0 | 38  | 2 | 0.05 |
| C. D. Santaní Paraguay            | Total               | Total               | 42 | 3 | 0 | 0 | 4 | 0 | 46  | 3 | 0.07 |
| Querétaro F. C. · México          | 1.ª                 | 2020                | 8  | 1 | 2 | 0 | - | - | 10  | 1 | 0.10 |
| Querétaro F. C. · México          | Total               | Total               | 8  | 1 | 2 | 0 | 0 | 0 | 10  | 1 | 0.10 |
| C. Tijuana · México               | 1.ª                 | 2020                | 8  | 0 | - | - | - | - | 8   | 0 | 0.00 |
| C. Tijuana · México               | Total               | Total               | 8  | 0 | 0 | 0 | 0 | 0 | 8   | 0 | 0.00 |
| C. Necaxa · México                | 1.ª                 | 2021                | 6  | 0 | - | - | - | - | 6   | 0 | 0.00 |
| C. Necaxa · México                | Total               | Total               | 6  | 0 | 0 | 0 | 0 | 0 | 6   | 0 | 0.00 |
| Sol de América Paraguay           | 1.ª                 | 2021                | 3  | 0 | - | - | - | - | 3   | 0 | 0.00 |
| Sol de América Paraguay           | 1.ª                 | 2022                | 12 | 1 | - | - | 1 | 0 | 13  | 1 | 0.00 |
| Sol de América Paraguay           | Total               | Total               | 15 | 1 | 0 | 0 | 1 | 0 | 16  | 1 | 0.06 |
| Total en su carrera               | Total en su carrera | Total en su carrera | 97 | 5 | 2 | 0 | 4 | 0 | 103 | 5 | 0.05 |
| (1) Incluye datos de Copa México. |                     |                     |    |   |   |   |   |   |     |   |      |